# Латаття сніжно-біле
Лата́ття сніжно-бі́ле (Nymphaea candida ), інші назви: водяна лілія, русалчин квіт, купава) — багаторічна водяна рослина родини лататтєві (Nymphaeaceae). Квітка досягає 12 см в діаметрі, важачи при цьому 10 г. Підлягає охороні на території м. Києва та занесене до Зеленої книги України.

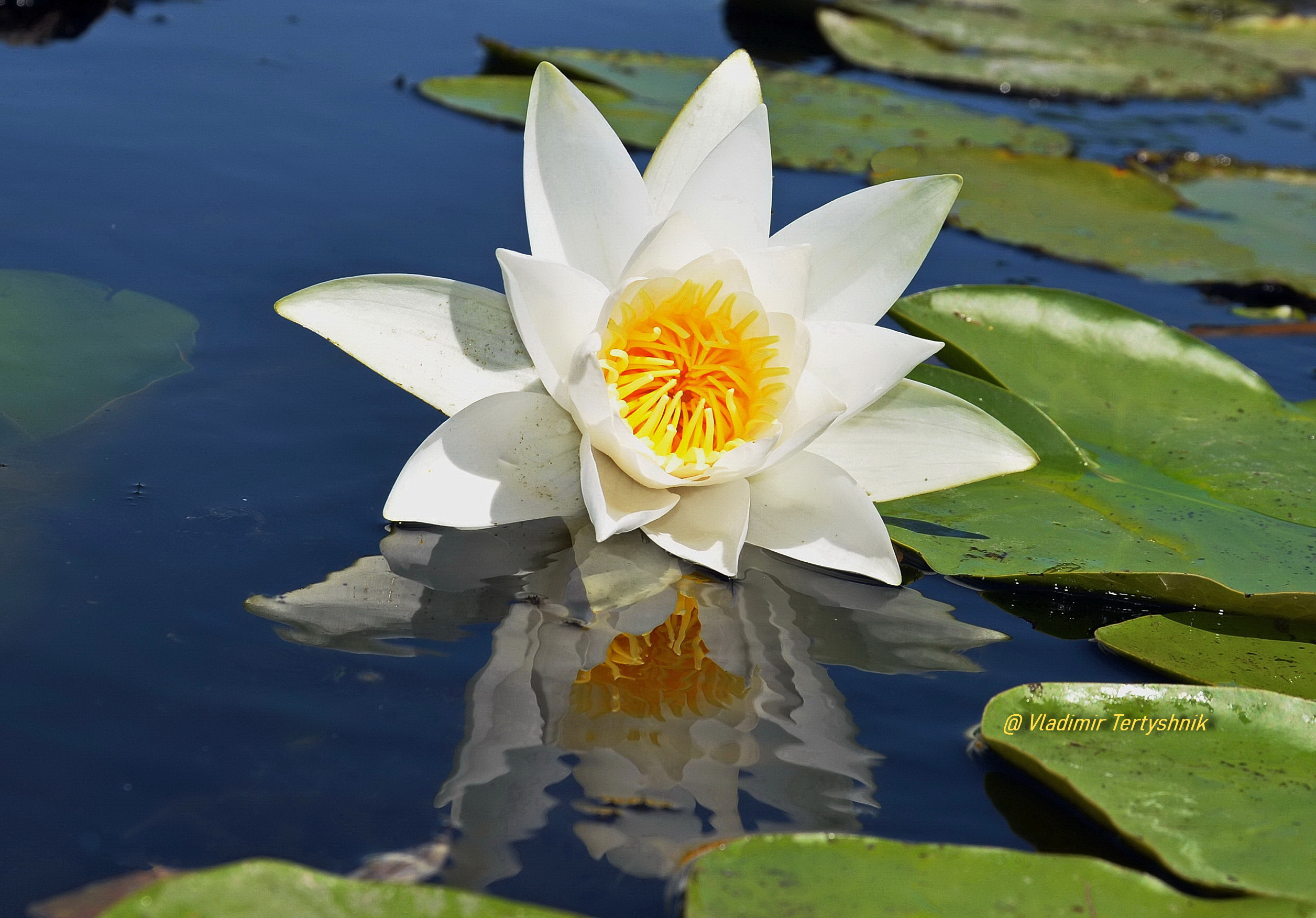
Сніжно-біла краса України на р. Оріль 2024 р.

Відрізняється від латаття білого тим, що в нього біліші пелюстки.

## Етимологія
Латаття сніжно-біле на латині називається «німфея кандіда» (Nymphaea candida), що в перекладі означає «німфа біла». Латинська назва латаття жовтого — «нюфар лютеум» (Nuphar luteum). «Нюфар» походить від арабського слова, яке теж означає «німфа»; «лютеум» — жовта.

## Поширення
Широколистянолісова і лісостепова зони (в озерах і заплавних водоймах Верхнього і Середнього Дніпра, річок Десни, Тетерева, Ужа, Здвижа, Уборті, Горині, Стира, Случі, Турії, верхньої течії річок Південного Бугу, Сули, Ворскли, Псла, Сіверського Дінця, в Шацьких озерах). Південна межа в Україні проходить по лінії Ужгород – Івано-Франківськ – Вінниця – Черкаси – Полтава – Харків.

## Опис
Трав'янистий кореневищний багаторічник. Росте у стоячих та повільно текучих водоймах, затоках, старицях, озерах на Поліссі і в Лісостепу. Цвіте у червні-серпні.
Квітки діаметром 6-11 см, відкриті тільки вдень, геміциклічні, з подвійною оцвітиною. Основа чашечки 4-гранна. Чашечка з чотирьох зелених ззовні і білих зсередини продовгувато-овальних чашолистків, м'ясистих біля основи. За довжиною вони перевищують всі інші частини квітки. Пелюстки численні, білі, овальні, довгасті або лінійно-ланцетні.

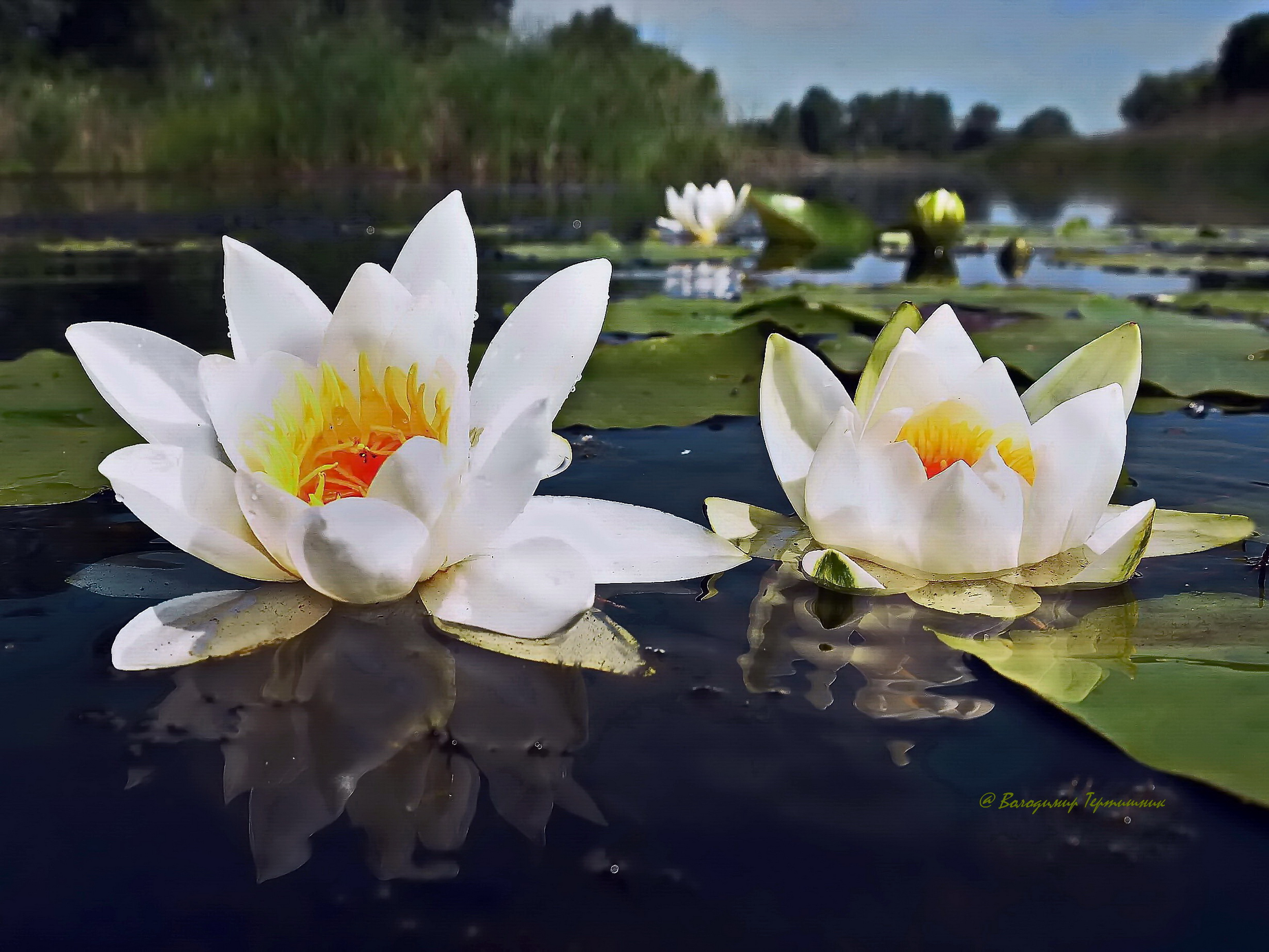
Біла краса України

## Забезпеченість охороною
Охороняються у Поліському ПЗ, Рівненському ПЗ, Черемському ПЗ, НПП «Прип’ять-Стохід», Шацькому НПП, Деснянсько-Старогутському НПП, РЛП «Сеймський» (Сумська обл.), РЛП
«Чернігівський» (Чернігівська обл.), а також у ландшафтному заказнику загальнодержавного значення «Середньо-Сеймський» (Сумська обл.).